# دتفورد
latitudeدتفوردlongitudeدتفورد
دتفورد (به انگلیسی: Deptford) (‎/ˈdɛtfəd/‎ DET-ford) یک ناحیه در لندن است که در منطقه لویشام لندن واقع شده‌است.